# Страмбото
Страмбото (итал. strambotto, од фр. estrabot – бесмислица) је облик италијанске лирске наративне песме, настао највјероватније на Сицилији, састављен од осам једанаестераца са укрштеном римом (станцом), од којих су седми и осми представљали рипрези (риспето), а касније с парном римом. Ријеђе је имао облик тосканске секстине (сестина), која се састојала од четири стиха са укрштеном римом и рипрезе од два стиха. Страмбото је у почетку имао сатиричан карактер, по угледу на еквивалентну француску форму, али је касније постао изразито љубавна пјесма. У 15. вијеку је ушао у умјетничку поезију. Његовали су га Ђустинијан, Пулчи и Полицијано, а у новијој књижевности Кардучи и Ферари. Пјесме сличне страмботу су писали и неки дубровачки пјесници. 